# Gustavo Nieto Roa
Gustavo Emilio Nieto Roa (Tunja, Colombia, 3 de abril de 1942) es un cineasta, guionista y productor colombiano, radicado en Brasil.

## Biografía
En 1967 trabaja primero como director y productor de televisión y luego como director de cine en el departamento de comunicaciones de las Naciones Unidas. Y ese mismo año realiza el documental Los problemas de Segundo, filmada en Bogotá y Amanecer en Guinea, realizado en Guinea Ecuatorial. Entre 1968 y 1970 realiza varios documentales para la ONU entre ellos: Ghana, Otavalo tierra mía, Forjando líderes, Mariana, Despertar de la ciudad, para O.I.T. realiza el documental Un día como cualquiera, y para la Universidad de Columbia el documental Un problema de poder.
En 1971 comienza el rodaje de La otra cara de mi ciudad, primer cortometraje que se exhibe como sobreprecio. Trabaja como camarógrafo para los noticieros de la ABC y la NBC. Y realiza varios documentales uno en Bolivia sobre los trabajadores del estaño, en México realiza el documental Lorenzo, y en Colombia filma Niños sin hogar, documental que es exhibido en la televisión europea. Se radica en Bogotá en 1972 y funda Mundo Moderno Ltda., empresa productora donde se desempeña como director, productor y camarógrafo, realiza el documental Las fiestas de mi pueblo. En 1973 realiza dos documentales Forjando ciencia y tecnología y Tunja, ciudad colonial; el corto argumental La soledad de Emilio y el largometraje argumental Aura o las violetas, protagonizado por Martha Stella Calle, César Bernal, Omar Sánchez y Ana Mojica. Dicho filme obtiene el premio Salón de la Fama (Instituto de investigaciones internacionales de New York).
Entre 1974 y 1976 produce varios documentales: La Molienda, La Candelaria, El Cámara, Ruido nacional, Getsemaní, Román Roncancio, Más allá de la ciudad, Los niños primero y Martha Stella en Suramérica, Un problema de población, Retorno a la vida, Un paisaje, un pueblo, una gente… Girón. Además filma los cortometrajes argumentales Romance Campesino, Un domingo en Bogotá, Sand Boogies down the desert, Mucho ruido y pocas nueces, Amazonia colombiana, Taganga y Barichara, tierra del cacique Cuarenta, Sueños de caminantes, Cantante quiero ser; y hace la fotografía en el largo documental Camilo, el cura guerrillero, dirigido por Francisco Norden, y del corto documental Bochica, dirigido por Jorge Gaitán; dirigiendo para la ONU el documental Mujeres líderes. Produce para Avianca el documental Suramérica con Avianca, con el que gana el premio en la categoría de corto publicitario, y la telenovela Los recién llegados, coproducida por Colombia, Perú y Estados Unidos entre otros.
En 1977 escribe y realiza el largometraje Esposos en vacaciones, protagonizado por Carlos Benjunea, Franky Linero, Otto Greiffenstein, María Eugenia Dávila, Gloria Gómez y Celmira Luzardo; cinta con la que obtiene el Premio Nacional de Cine de la Asociación de Periodistas del Espectáculo y Colombia connection, donde actúan Carlos Benjunea, Franky Linero, Virginia Vallejo y Celmira Luzardo. Funda la empresa Centauro Films de Colombia. Escribe y dirige en 1979 los largometrajes Amor ciego interpretada por Jaime Moreno, Patty Kotero, Carlos Muñoz y Franky Linero, y El taxista millonario con Carlos Benjumea, Jackeline Henríquez, Delfina Guido, Chela del Río, Jairo Soto entre otros. El filme se estrenó un 25 de diciembre, fecha que por primera vez fue para una película colombiana; la cinta obtuvo la mayor taquilla en la historia del cine colombiano a la fecha con un recaudo de 542.000 dólares. Escribe, produce y dirige en 1980 los largometrajes Tiempo de amar y El inmigrante latino, que es propuesto por Colombia para Mejor Película Extranjera en los premios Oscar en 1981 y documentales como Las tumbas de Tierra Adentro, Caudales de ignominia y Una artesana que agoniza. Termina de grabar en 1982 el largometraje Caín con Armando Gutiérrez, Martha Liliana Ruiz, Jorge Emilio Salazar y Carmenza Gómez y en 1992 Una mujer con suerte, protagonizado por Claudia de Colombia y Fernando Allende. En 2007 rueda Entre sábanas, largometraje estrenado el 4 de abril de 2008, con 50 copias en el territorio nacional y posteriormente en México, Japón, Corea, Tailandia, Filipinas, Suecia y España; además de tener una adaptación en Brasil, llamada Entre Lençois. En 2014 estrena Estrella quiero ser. 2017, Mariposas Verdes.

## Filmografía
- 2017 Mariposas Verdes
- 2014 Estrella quiero ser
- 2008 Entre sábanas
- 1992 Un hombre y una mujer con suerte
- 1984 Caín
- 1980 Tiempo para amar
- 1980 Amor ciego
- 1980 El inmigrante latino
- 1979 El taxista millonario
- 1978 Colombia Connection
- 1977 Esposos en vacaciones
- 1973 Aura o las violetas

## Productor
- 2017 Mariposas Verdes
- 2008 Entre Lençóis / Entre sábanas
- 1999 Es mejor ser rico que pobre
- 1988 Un hombre y una mujer con suerte
- 1980 Tiempo para amar
- 1979 El taxista millonario
- 1978 Colombia Connection
- 1973 Aura o las violetas

## Guionista
- 2017 Mariposas Verdes
- 1988 Un hombre y una mujer con suerte
- 1984 Caín
- 1980 Tiempo para amar
- 1980 Amor ciego
- 1979 El taxista millonario
- 1978 Colombia Connection
- 1973 Aura o las violetas